# Modelul de culoare RGB

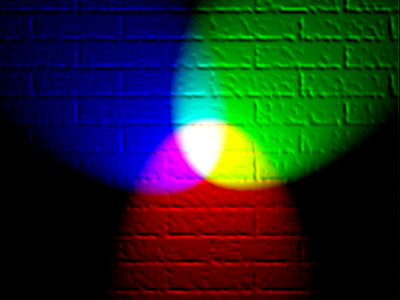
O reprezentare a mixării aditive a culorilor. La suprapunerea culorilor primare, se formează culorile secundare; prin unirea celor trei culori rezultă culoarea albă.

Modelul cromatic roșu-verde-albastru, abreviat RVA, (folosit adesea sub abrevierea englezească RGB - Red Green Blue) este un model aditiv de culoare, în care culorile albastru, roșu și verde sunt amestecate în diferite moduri pentru a produce o gamă largă de culori. 
Principalul scop al paletei de culori RVA este de a reprezenta imagini pe sistemele electronice, cum ar fi televizoarele și calculatoarele, deși a fost folosit și în fotografie. Înainte de era electronică, modelul RVA era mai puțin cunoscut, în principal el fiind folosit în biologie, la percepția umană a culorilor. 
RVA este un model cromatic dependent de dispozitive: două monitoare diferite pot reprezenta o anumită valoare RVA diferit, deoarece răspunsul elementului chimic ce provoacă culoarea diferă de la producător la producător sau chiar la același dispozitiv, odată cu trecerea timpului. Astfel o valoare RVA nu definește aceeași culoare pe toate dispozitivele fără un fel de gestiune a culorilor.
Dispozitivele de intrare tipice RVA sunt camerele de filmat, scanerele și aparatele de fotografiat, iar cele de ieșire sunt televizoarele (CRT, LCD, cu plasmă, etc.), monitoarele, ecranele telefoanelor mobile, proiectoarele video, afișoarele cu LED-uri multicolore. Imprimantele nu folosesc paleta RVA, de obicei acestea folosesc modelul cromatic CMYK.

## Vezi și
- Modelul de culoare CMYK